# دیوید سنت-ژاک
دیوید سنت-ژاک (به انگلیسی: David Saint-Jacques) فضانورد اهل کشور کانادا است که در ۶ ژانویهٔ ۱۹۷۰ میلادی در کبک زاده شد.